# Renault VE 10
Le Renault VE 10 est un camion prototype (concept-truck) fabriqué par le constructeur français RVI (Renault Véhicules Industriel) en 1985. Il fait partie du programme Virages.
Avec le VE 20, ils sont les précurseurs du Renault AE.
VE a pour signification Véhicule Expérimental.

## Origines
En 1980, l'état français et RVI (Renault Véhicules Industriel) lancèrent le programme V.I.R.A.G.E.S (Véhicule Industriel de Recherche pour l’Amélioration de la Gestion de l’Energie et la Sécurité) ; un programme de recherches pour étudier les options techniques qui devaient équiper les véhicules futurs. Le programme, établi sur 7 ans, résulte en la sortie de deux prototypes : un premier prototype, le VE 10, qui sort à la moitié du programme, en 1985 et le VE 20, prévu pour la fin du programme en 1988.
Avec la sortie de ce prototype construit de toutes pièces, et non basé sur un véhicule existant, les ingénieurs estimèrent qu'ils avaient atteint 50 % des objectifs du programme, sur 4 axes majeurs : réduction de la consommation de carburant, protection de l'environnement par réduction des émissions d'échappement et réduction du bruit, amélioration de la sécurité et des conditions de travail du conducteur, augmentation de la fiabilité et de la rentabilité.

## Caractéristiques et innovations
D'une longueur totale de 16,70 m et d'une capacité de chargement d'environ 100 m3, la configuration des essieux moteurs du semi-remorque étaient en 6x4.
Parmi les principales innovations du prototype, un aérodynamisme accru et une cabine de conduite surélevé, permettant une meilleure vision au conducteur, sont les plus notables

## Postérité
Le prototype VE 10 fut ainsi suivi le VE 20, qui apporta à son tour d'autres innovations techniques. Certaines de ces caractéristiques furent ainsi reconduites dans des véhicules de série tels que son successeur le Renault AE.

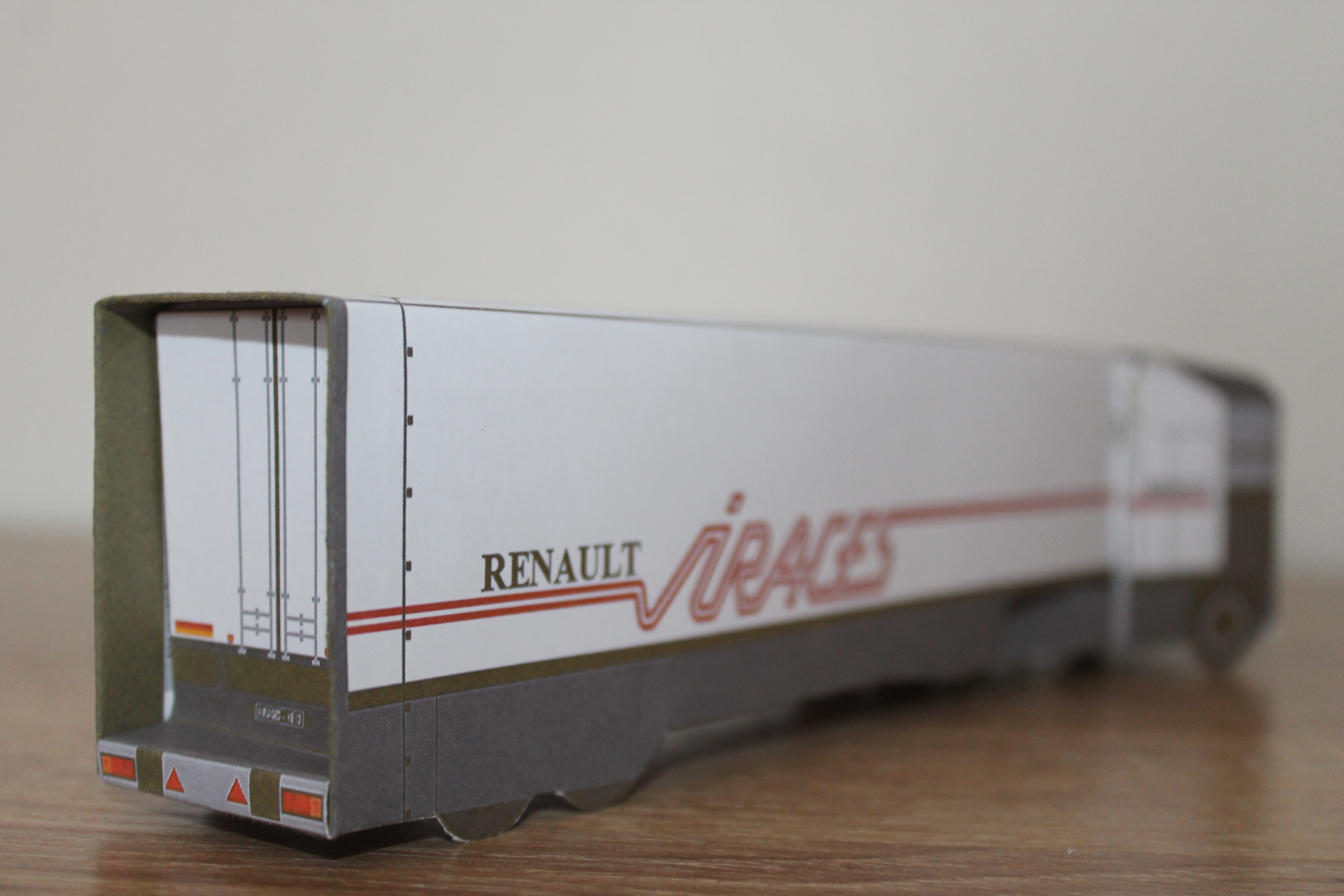